# فيدل كاستانو
فيديل أنطونيو كاستانو جيل (بالإسبانية: Fidel Antonio Castaño Gil)‏ (1951 - يناير 1994) المعروف أيضا باسم  رامبو. وهو بارون مخدرات كولومبي وقائد شبه عسكري يميني وأحد مؤسسي لوس بيبيس وقوات الدفاع الذاتي الفلاحية في قرطبة وأورابا (ACCU) الشبه عسكرية التي أصبحت في النهاية عضوا في قوات الدفاع الذاتي المتحدة الكولومبية الكبرى (AUC) التي أصبح زعيمها حتى وفاته في عام 1994. وهو شقيق فيسنتي كاستانو الزعيم المفترض لعصابة المخدرات الشبه عسكرية اغيلاس نيغراس [الإنجليزية] (النسور السوداء)، وكذلك كارلوس كاستانو جيل مؤسس وقائد قوات الدفاع الذاتي المتحدة الكولومبية الشبه عسكرية حتى وفاته.